# Ephraim Hertzano
Ephraim Hertzano (1912 - septembre 1987) était un concepteur de jeux de société israélien d'origine roumaine. Il est l'inventeur du jeu de société Rummikub.

## Biographie
Ephraim Hertzano est né en Roumanie, dans une famille juive. À l'origine, il vendait des brosses à dents et des produits cosmétiques. Il a inventé le jeu de carreaux Rummikub dans les années 1940, lorsque les jeux de cartes étaient interdits par le régime communiste. Dans les années 1950, après avoir immigré en Palestine mandataire britannique (aujourd'hui Israël) après la Seconde Guerre mondiale, l'ancien vendeur de parfums a développé les premiers jeux avec sa famille dans l'arrière-cour de sa maison à Bat Yam.
Au fil des ans, la famille a accordé des licences à d'autres pays et Rummikub est devenu le jeu le plus vendu à l'exportation en Israël. En 1977, il est devenu le jeu le plus vendu aux États-Unis. L'année suivante, Hertzano publie un livre officiel du Rummikub, qui décrit trois versions différentes du jeu : américaine, Sabra, et internationale. Le jeu a d'abord été fabriqué par Lemada Light Industries Ltd, fondée par Hertzano en 1978 et est aujourd'hui l'un des jeux familiaux les plus populaires de tous les temps.
Hertzano est mort en septembre 1987.